# Джон Гантер (веслувальник)
Джон Гантер (англ. John Hunter, 8 листопада 1943) — новозеландський академічний веслувальник.
Олімпійський чемпіон 1972 року в складі вісімки, учасник 1968 року.
Бронзовий призер Чемпіонату світу 1970 року в складі вісімки.
Чемпіон Європи 1971 року в складі вісімки.